# Julia Ormond
Julia Karin Ormond (Epsom, 4 de janeiro de 1965) é uma atriz britânica que conquistou o estrelato com Lendas da Paixão (1994), de Edward Zwick, filme que co-estrelou com Anthony Hopkins e Brad Pitt.

## Biografia
Sua primeira ambição foi se tornar uma artista abstrata. Mas optou por estudar arte dramática em Londres e em 1989 foi premiada pela Associação dos Críticos Teatrais de Londres como atriz revelação do ano.
Do teatro passou para a televisão. Seu primeiro trabalho foi uma minisérie intitulada Capital City (1989). Em seu segundo trabalho  para a TV, Young Catherine (1991), veio a conhecer Rory Edwards também do elenco, que se tornaria seu marido. Foi um matrimônio frágil que se dissolveu quando ele a deixou. Ela foi para o estrelato, e Rory Edwards entrou na mais funda obscuridade, sendo seu papel mais notável após o rompimento, no filme Entrevista Com o Vampiro.
Em seus trabalhos para  a televisão conquistou dez prêmios, inclusive um Emmy pela série Traffik.. O telefilme Stalin, que protagonizou em 1992 ao lado de Robert Duvall, ganhou três Globos de Ouro e quatro Emmy e lançou-a para a tela grande. No cinema, trabalhou ao lado de grandes diretores como Edward Zwick, Sydney Pollack e Billie August.
É proprietária de uma companhia independente de produção cinematográfica, a Indican Produções, com sede em Nova York. Produziu o documentário Calling the ghosts, no qual relata a tortura de mulheres muçulmanas durante os conflitos armados na  antiga Iugoslávia. Este filme recebeu vários troféus, entre eles o prêmios Nestor Almendros e Robert Kennedy, para trabalhos com relevância para a defesa dos direitos humanos.

## Filmografia
- 1989 - Traffik (minissérie)
- 1989 - Capital City (minisérie)
- 1991 - Young Catherine (TV)
- 1992 - Stalin (TV)
- 1993 - The Baby of Macon (O bebê santo de Macon)
- 1994 - Captives (Paixão de alto risco)
- 1994 - Nostradamus (As profecias de Nostradamus)
- 1994 - Legends of the Fall (Lendas da paixão)
- 1995 - Sabrina
- 1995 - First Knight (Lancelot - O primeiro cavaleiro)
- 1997 - Smilla's Sense of Snow (Mistério na neve)
- 1998 - The Barber of Siberia
- 1999 - Animal Farm (A Revolução dos Bichos, dublagem)
- 2000 - The Prime Gig
- 2001 - Varian's War
- 2003 - Resistance
- 2004 - Iron Jawed Angels (TV)
- 2005 - Beach Girls (minissérie)
- 2006 - Inland Empire
- 2007 - I Know Who Killed Me (Eu Sei Quem Me Matou)
- 2008 - Surveillance
- 2008 - Che, Part One
- 2008 - Kit Kittredge: An American Girl
- 2008 - The El Escorial Conspiracy
- 2008 - The Curious Case of Benjamin Button (O Curioso Caso de Benjamin Button)
- 2008 - CSI:NY (2008-2009)
- 2010 - Temple Grandin
- 2010 - Jornada pela Justiça
- 2011 - Law & Order: Criminal Intent (TV)
- 2011 - My Week with Marilyn (Sete Dias com Marilyn)
- 2013 - Man of Steel (filme) (Homem de Aço)
- 2013 - The East (filme) (O Sistema)
- 2013 - 2014 Witches of East End